# Déroulement de la guerre franco-allemande de 1870-1871
Pour un article plus général, voir Guerre franco-allemande de 1870.
Batailles
- Chronologie de la guerre franco-prussienne de 1870
- Sarrebruck (08-1870)
- Wissembourg (08-1870)
- Forbach-Spicheren (08-1870)
- Wœrth (08-1870)
- Bitche (08-1870)
- Phalsbourg (08-1870)
- Borny-Colombey (08-1870)
- Strasbourg (08-1870)
- Mars-la-Tour (08-1870)
- Toul (08-1870)
- Gravelotte (08-1870)
- Metz (08-1870)
- Nouart (08-1870)
- Beaumont (08-1870)
- Noisseville (08-1870)
- Sedan (08-1870)
- Montmédy (09-1870)
- Soissons (09-1870)
- Siège de Paris et chronologie du siège (09-1870)
- Nompatelize (10-1870)
- Bellevue (10-1870)
- Châtillon (10-1870
- Châteaudun (10-1870)
- Buzenval (10-1870)
- Bourget (10-1870)
- Dijon (10-1870)
- Belfort (11-1870)
- La Fère (11-1870)
- Langres (11-1870)
- Bouvet et Meteor (navale) (11-1870)
- Coulmiers (11-1870)
- Thionville (11-1870)
- Châtillon-sur-Seine (11-1870)
- Villers-Bretonneux (11-1870)
- Beaune-la-Rolande (11-1870)
- Champigny (11-1870)
- Orléans (12-1870)
- Loigny (12-1870)
- Châteauneuf (12-1870)
- Beaugency (12-1870)
- Longeau (12-1870)
- l’Hallue (12-1870)
- Siège de Péronne (1871)
- Bapaume (01-1871)
- Villersexel (01-1871)
- Le Mans (01-1871)
- Héricourt (01-1871)
- Saint-Quentin (01-1871)
- Buzenval (01-1871)

La guerre franco-allemande de 1870 fut marquée par une domination militaire de la Prusse et de ses alliés, que ce soit d'un point de vue numérique, technique ou stratégique, aidée en cela notamment par l'incompétence des dirigeants militaires français, à l'image du maréchal Bazaine, mais aussi de Napoléon III, venu s'enfermer à Sedan. Les officiers français formés en Afrique, plus baroudeurs que techniciens, ont quant à eux agi globalement dans le désordre.

## Racines et causes du conflit
Au début des années 1860, l'attachement de Napoléon III au principe des nationalités l'incite à ne pas s'opposer à l'éventualité d'une unification allemande, remettant ainsi en cause une politique menée depuis Richelieu et le traité de Westphalie (1648). Pour lui, « la Prusse incarne la nationalité allemande, la réforme religieuse, le progrès du commerce, le constitutionnalisme libéral ». Il la considère comme « la plus grande des véritables monarchies allemandes » notamment parce qu'elle accorde « plus de liberté de conscience, est plus éclairée, accorde plus de droits politiques que la plupart des autres États allemands ». Cette conviction basée sur le principe des nationalités le conduit non seulement à apporter son soutien à la révolte polonaise contre le tsar en 1863 ce qui provoque la rupture de l'alliance franco-russe mais aussi à adopter une neutralité bienveillante lors de l'affrontement décisif entre la Prusse et l'Autriche. L'empereur espère en fait tirer avantage de la situation quel que soit le vainqueur en dépit des avertissements de Thiers devant le Corps Législatif.
Depuis 1862, Bismarck est le ministre-président du roi Guillaume Ier de Prusse. Son but est de fédérer, autour de la Prusse, l'ensemble des États allemands, Autriche exceptée. À la suite de la bataille de Sadowa (juillet 1866), l'Autriche est refoulée vers les Balkans tandis que la Prusse obtient le Holstein, le Hanovre, la Hesse-Cassel, le duché de Nassau et Francfort-sur-le-Main pour former la confédération d'Allemagne du Nord.

### La crise luxembourgeoise et la montée du nationalisme
Napoléon III entendait récolter les fruits de son attitude conciliante vis-à-vis de la Prusse. Lors de l'entrevue de Biarritz (1865), le chancelier Otto von Bismarck avait admis que des concessions territoriales puissent être possibles, notamment la Belgique et le Luxembourg (politique dite des « pourboires »). Dans le même temps, Bismarck passait secrètement avec les États d’Allemagne méridionale un traité de protection mutuelle pour se prémunir d’une agression éventuelle de la France. L'annexion par la France du Grand-duché du Luxembourg paraissait en bonne voie, Bismarck fait alors connaître publiquement l'offre française à toute l'Europe, divulguant ainsi la teneur de ces pourparlers secrets, déchaînant une réaction explosive de l'opinion publique dans les États allemands et en Belgique. C'est la crise luxembourgeoise,. Tandis qu'en France, l'armée est mobilisée, des députés allemands poussent Bismarck à décréter la mobilisation générale de la Confédération d'Allemagne du Nord. Conscient que son armée n'est pas prête à entrer en guerre contre son puissant voisin, Napoléon III accepte de participer à une conférence qui se solde par le deuxième traité de Londres par lequel la France renonce à ses prétentions sur le Luxembourg.
Le déroulement de la crise luxembourgeoise montra le poids des opinions publiques et la prégnance croissante du nationalisme. L'antagonisme entre la France et la Prusse en sort d'autant plus attisé que Napoléon III réalise désormais à quel point il a été trompé par Bismarck depuis 1864, n'ayant obtenu aucune des compensations secrètement convenues avec le Prussien. En conséquence de l'expédition militaire au Mexique, du soutien à la révolte polonaise contre le Tsar et de la crise luxembourgeoise, la France se retrouve ainsi isolée en Europe, y compris du Royaume-Uni, désormais méfiant envers les ambitions territoriales de son voisin,,.
Néanmoins, pour parachever l'unité allemande, Bismarck a cependant encore besoin d'une guerre. Elle doit se faire contre la France et la succession d'Espagne servira de prétexte.

### La succession d'Espagne
En 1868, la reine Isabelle d'Espagne est renversée et la république n'ayant pas la majorité, l'Espagne se cherche un roi. Bismarck pousse la candidature à la couronne d'Espagne de Léopold de Hohenzollern-Sigmaringen, cousin du roi Guillaume Ier de Prusse. Un Hohenzollern sur le trône espagnol placerait la France dans une situation d'encerclement similaire à celui que le pays avait vécu à l'époque de Charles Quint.
Le 20 juin 1870, le roi Guillaume Ier accorde l'approbation, en tant que chef de famille, au prince Léopold de Hohenzollern-Sigmaringen, pour présenter sa candidature au trône d'Espagne ce qu'il fait le 21 juin 1870.
Le 2 juillet 1870, la Gazette de France annonce au public français que le Gouvernement espagnol a envoyé une députation en Allemagne pour offrir la couronne au prince de Hohenzollern. Contre tous usages, le Gouvernement français n'en avait pas été informé. Cette candidature provoque également des inquiétudes dans toutes les chancelleries européennes. En dépit du retrait de la candidature du prince le 12 juillet 1870, ce qui constitue sur le moment un succès de la diplomatie française, le gouvernement de Napoléon III, pressé par les belliqueux de tous bords (la presse de Paris, une partie de la Cour, les oppositions de droite et de gauche), exige un engagement écrit de renonciation définitive et une garantie de bonne conduite de la part de Guillaume Ier. Au corps législatif, seul Thiers est opposé à cette démarche. Le ministre des affaires étrangères, Agénor de Gramont, mandate Benedetti, l'ambassadeur de France auprès du roi de Prusse, pour obtenir cette renonciation officielle. Guillaume Ier reçoit par deux fois Benedetti et lui confirme la renonciation de son cousin sans se soumettre à l'exigence française. Cependant, pour Bismarck, une guerre contre la France est le meilleur moyen de parachever l'unification allemande. La version dédaigneuse qu'il fait transcrire dans la dépêche d'Ems de la réponse polie qu'avait faite Guillaume de Prusse confine au soufflet diplomatique pour la France, d'autant plus qu'elle est diffusée à toutes les chancelleries européennes.
Tandis que la passion anti-française embrase l'Allemagne, la presse et la foule parisiennes réclament la guerre. Bien que tous deux personnellement favorables à la paix et à l'organisation d'un Congrès pour régler le différend, Napoléon III et Émile Ollivier, son chef de gouvernement, qui ont finalement obtenu de leur ambassadeur la version exacte de ce qui s'était passé à Ems, se laissent dépasser par les partisans de la guerre, dont l'impératrice Eugénie, mais aussi de ceux qui veulent une revanche sur l'Empire libéral. Les deux hommes finissent par se laisser entrainer contre leur conviction profonde. Même s'il est de nature pacifique, Napoléon III est cependant affaibli par ses échecs internationaux antérieurs et a besoin d'un succès de prestige avant de laisser le trône à son fils. Il n'ose pas contrarier l'opinion majoritairement belliciste, exprimée au sein du gouvernement et au parlement, y compris chez les républicains, décidés à en découdre avec la Prusse, alors que quelques semaines plus tôt il avait hésité à s'opposer à la décision d'Ollivier de réduire le contingent militaire, et ce malgré les avertissements lucides de Thiers.
Si tous les journaux, gouvernementaux et d'opposition, sont à l'unisson pour la guerre, les motivations sont différentes : si pour les uns c'est la consolidation de l'Empire qui est recherchée, chez les autres c'est l'espoir d'un affaiblissement du régime. Le 16 juillet, le Corps législatif vote, à l'unanimité, moins six voix (Emmanuel Arago, Jules Grévy, Desseaux, Esquiros, Glais-Bizoin, Ordinaire - Thiers, Crémieux, Girault et Raspail s'abstiennent et Jules Favre est absent) les crédits spéciaux pour la guerre.

## Un flagrant déséquilibre des forces en présence
Le 19 juillet, le ministre des Affaires étrangères remet à l'ambassadeur de Prusse à Paris une note dans laquelle la France se considérait comme en état de guerre. L'armée prussienne a d'ores et déjà un avantage substantiel en hommes, en matériels (le canon Krupp) et même en stratégie, celle-ci ayant été élaborée dès 1866.
Ce désavantage et les causes de l'impréparation de l'armée française résultent en partie de l'échec de la loi de réforme de l'armée deux ans plus tôt. La succession de revers internationaux durant la période 1866-1867 et les craintes d'un conflit armé avaient convaincu alors Napoléon III de procéder à une refonte de l'organisation militaire pour la rendre plus efficace. La loi de réforme militaire que l'empereur proposa en 1866, après la victoire des Prussiens à Sadowa, était alors destinée à modifier le recrutement militaire en supprimant ses aspects inégalitaires et injustes (le tirage au sort, par exemple) et à renforcer l'instruction. La loi Niel telle qu'elle s'appelle n'en fut pas moins considérablement dénaturée par les parlementaires, en majorité hostiles, et finalement adoptée avec tant de modifications (maintien du tirage au sort) qu'elle en devint inefficace,. La France n'est ainsi en mesure de mobiliser que 900 000 hommes tandis que les Allemands disposent de 1 200 000 hommes rapidement mobilisés et montés au front grâce à l'utilisation du chemin de fer. Alors que les Allemands mettent au point une stratégie offensive, les Français sont pourtant persuadés que ceux-ci n'attaqueront pas, à l'image des propos tenus par Mac-Mahon lors d'une conférence sur le sujet à Reichshoffen le 1er août.
Le chancelier Otto von Bismarck profite également de la solidité de ses alliances militaires. Ainsi la déclaration de guerre contre la Prusse engage les états de la confédération allemande à se battre avec la Prusse contre « l'agresseur français », ce qui les entraîne dans une guerre qu'il exploite pour sceller l'unité allemande autour de son roi, Guillaume Ier de Hohenzollern. De son côté, la France est sans alliée. Elle comptait sur la neutralité des États allemands du Sud mais la révélation aux diètes de Munich et de Stuttgart des prétentions de Napoléon III sur les territoires de Hesse et Bavière les avait amenés à signer un traité de soutien avec la Prusse et la confédération d'Allemagne du Nord. De son côté, le Royaume-Uni reste neutre, ne se souciant que du respect de la neutralité de la Belgique par les belligérants. Attitude qu'adoptera également l'Empire russe, qui ne souhaite pas déclencher un conflit à l'Est avec son voisin prussien. Les derniers alliés potentiels, l'Autriche et l'Italie, demandent, pour le premier un délai avant toute implication et pour le second, l'évacuation de Rome par les troupes françaises. L'évacuation du territoire pontifical s'effectuera bien mais le 19 août soit trop tard pour permettre aux Italiens d'intervenir efficacement aux côtés de l'armée impériale française.

## Une succession de défaites françaises

Les mouvements de troupes de l'armée française en 1870.

Les armées allemandes franchissent la frontière entre le Rhin et le Luxembourg, bousculant les armées impériales. L'armée française multipliera les défaites et les victoires inexploitées, notamment celles de Frœschwiller, Borny-Colombey, Mars-la-Tour ou Saint-Privat. L'incapacité des officiers de haut rang de l'armée française, le manque de préparation à la guerre des quartiers généraux, l'irresponsabilité des officiers, l'absence d'un plan de contingence et le fait de compter sur la chance, stratégie précédemment fructueuse pour l'Empereur, plutôt qu'une stratégie élaborée, apparaissent rapidement lors de l'insignifiant engagement de Sarrebruck. Les premiers revers d'août 1870 sont imputés à Napoléon III et à Ollivier, ce qui fournit à la Chambre l'occasion de renverser le Premier ministre, à une écrasante majorité, le 9 août 1870, laissant l'empereur seul sur la ligne de front, qu'elle soit politique ou militaire. Pendant que Napoléon III cherche « la mort sur le champ de bataille », l'impératrice Eugénie, régente, nomme le bonapartiste autoritaire Cousin-Montauban, comte de Palikao, à la tête du gouvernement. Sous la pression de l'impératrice, Napoléon III renonce à se replier sur Paris et marche vers Metz au secours du maréchal Bazaine encerclé. Ses troupes sont elles-mêmes alors encerclées à Sedan. Le 2 septembre 1870, Napoléon III dépose les armes au terme de la bataille de Sedan et tente de négocier les clauses de la capitulation avec Bismarck près du village de Donchery.

### La chute de l'empire français
À Paris, les républicains demandent le 3 septembre la déchéance de l'Empire. Le 4, une foule envahit le Palais Bourbon, siège du Corps législatif, et Léon Gambetta à la tribune proclame la chute du régime impérial. Accompagné de Jules Favre et de Jules Ferry, il se rend à l'hôtel de ville et proclame la république : un gouvernement provisoire, sous la direction de Favre et du général Trochu, est constitué, essentiellement des députés républicains de Paris. Il prend le nom de Gouvernement de la Défense nationale et ordonne la résistance à outrance.

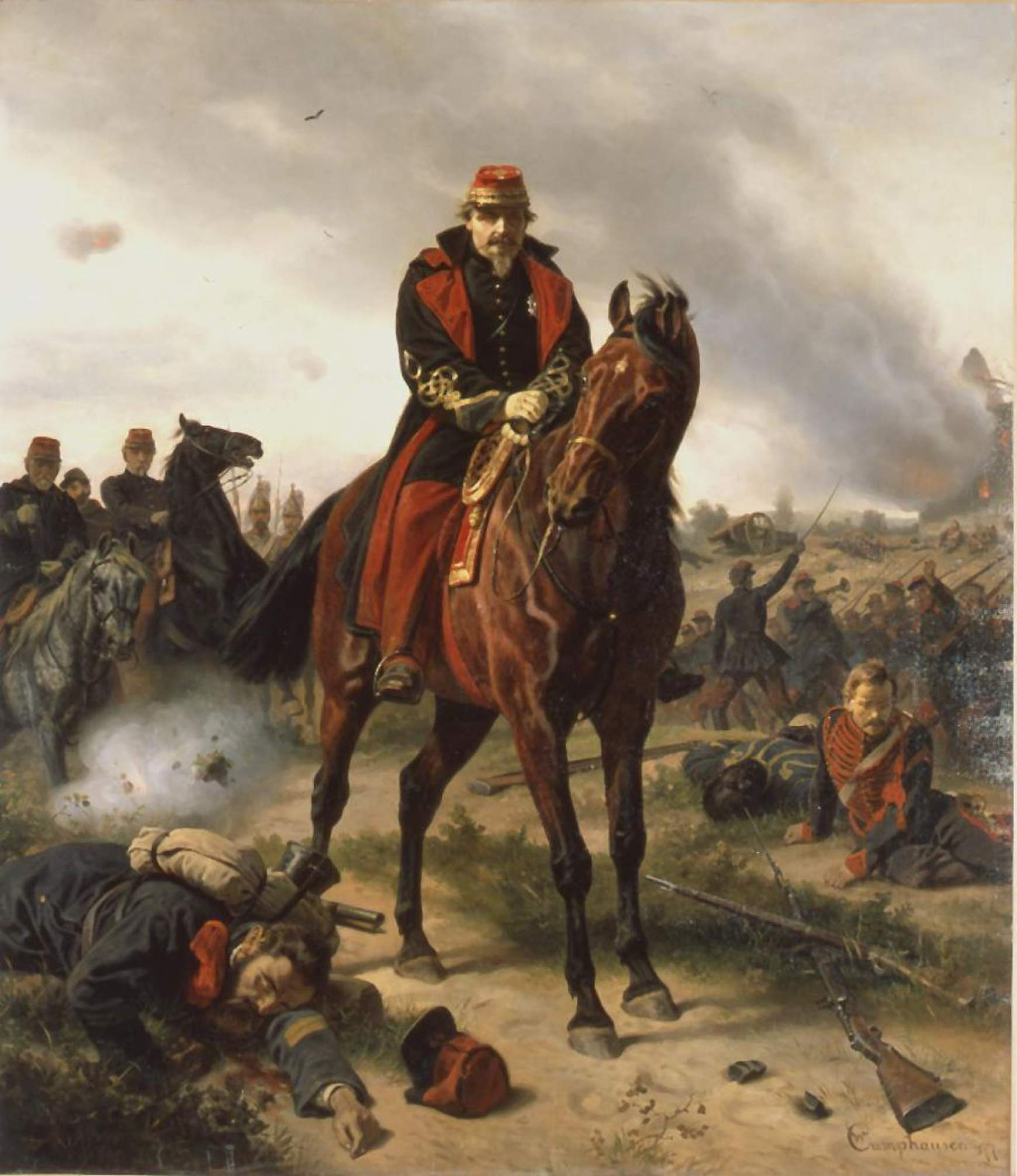
Napoléon III lors de la bataille de Sedan par Wilhelm Camphausen.
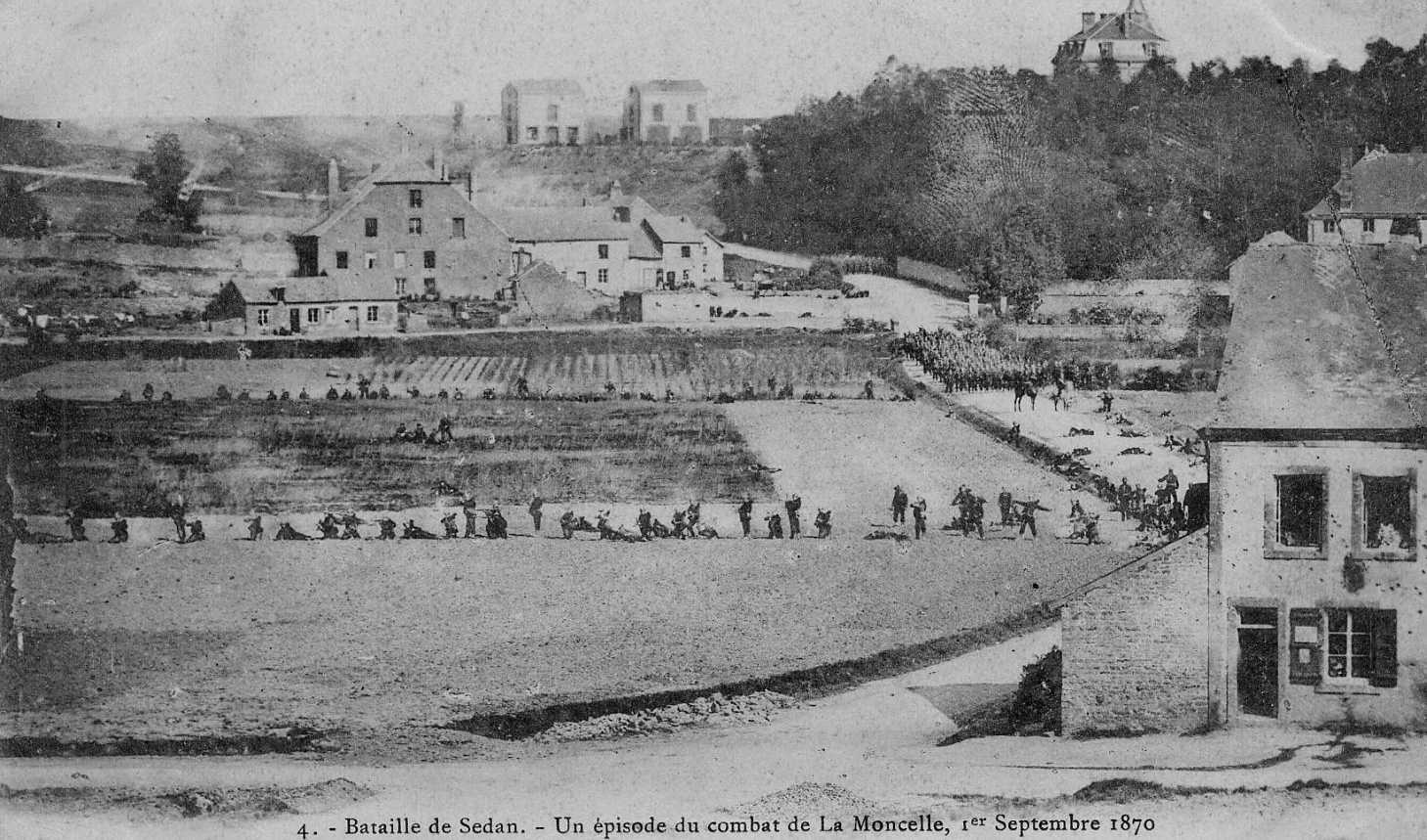
Un épisode du combat de La Moncelle le 1er septembre 1870.
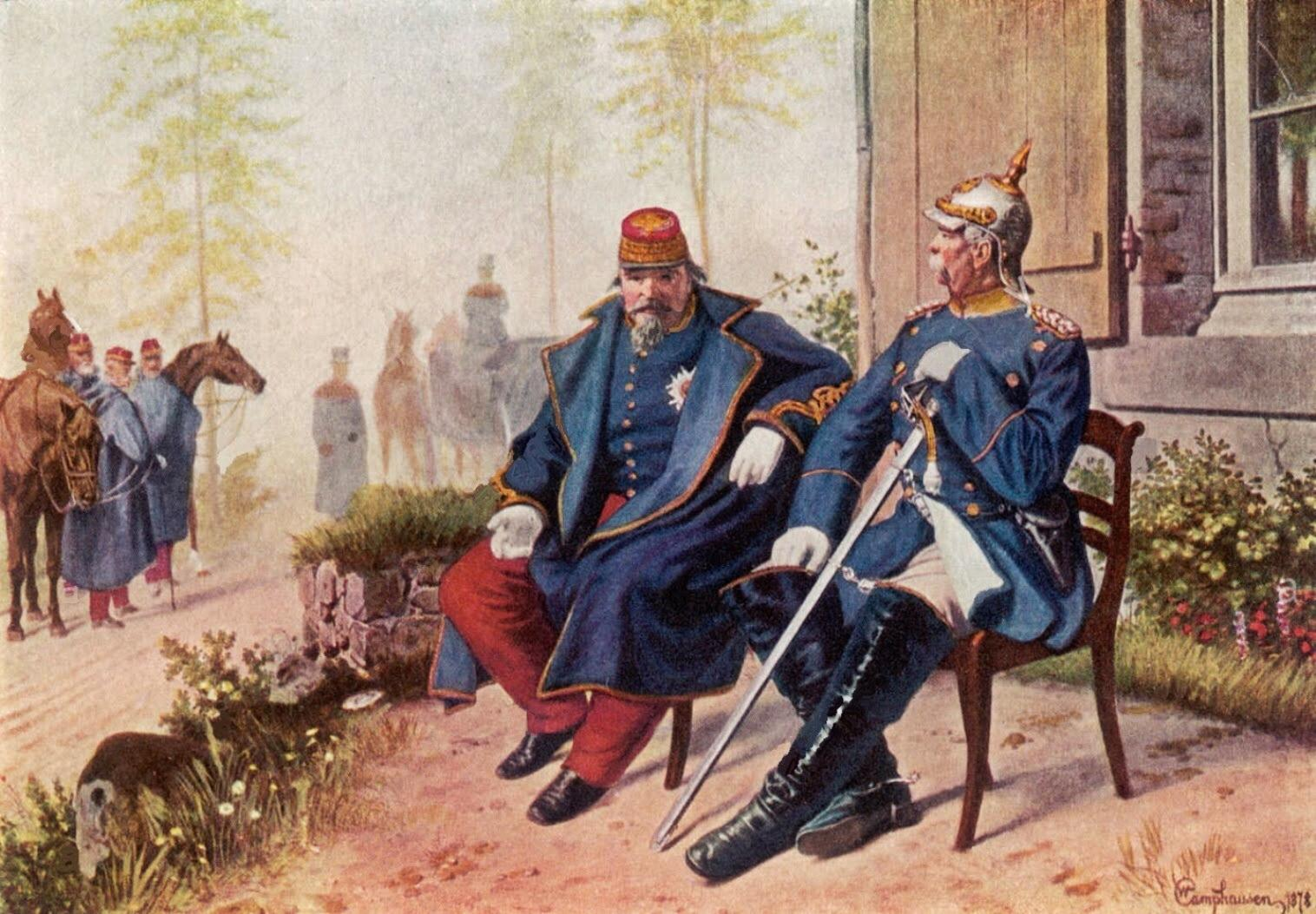
Entrevue de Donchery entre Napoléon III et Otto von Bismarck, après la défaite de Sedan, (peinture de 1878).
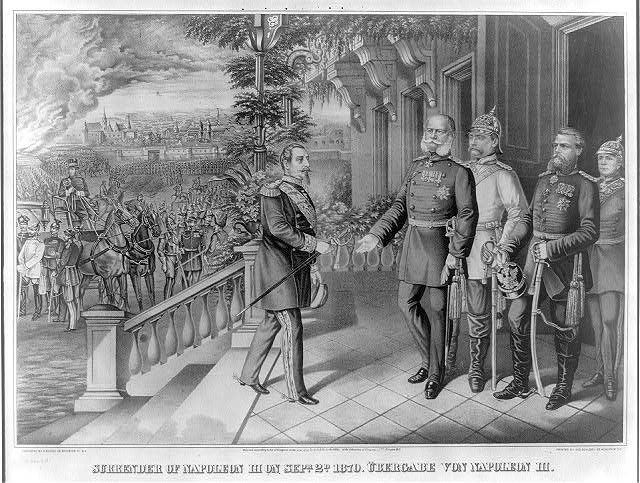
Napoléon III remettant son épée au roi de Prusse Guillaume Ier (Gravure américaine anonyme de 1871).
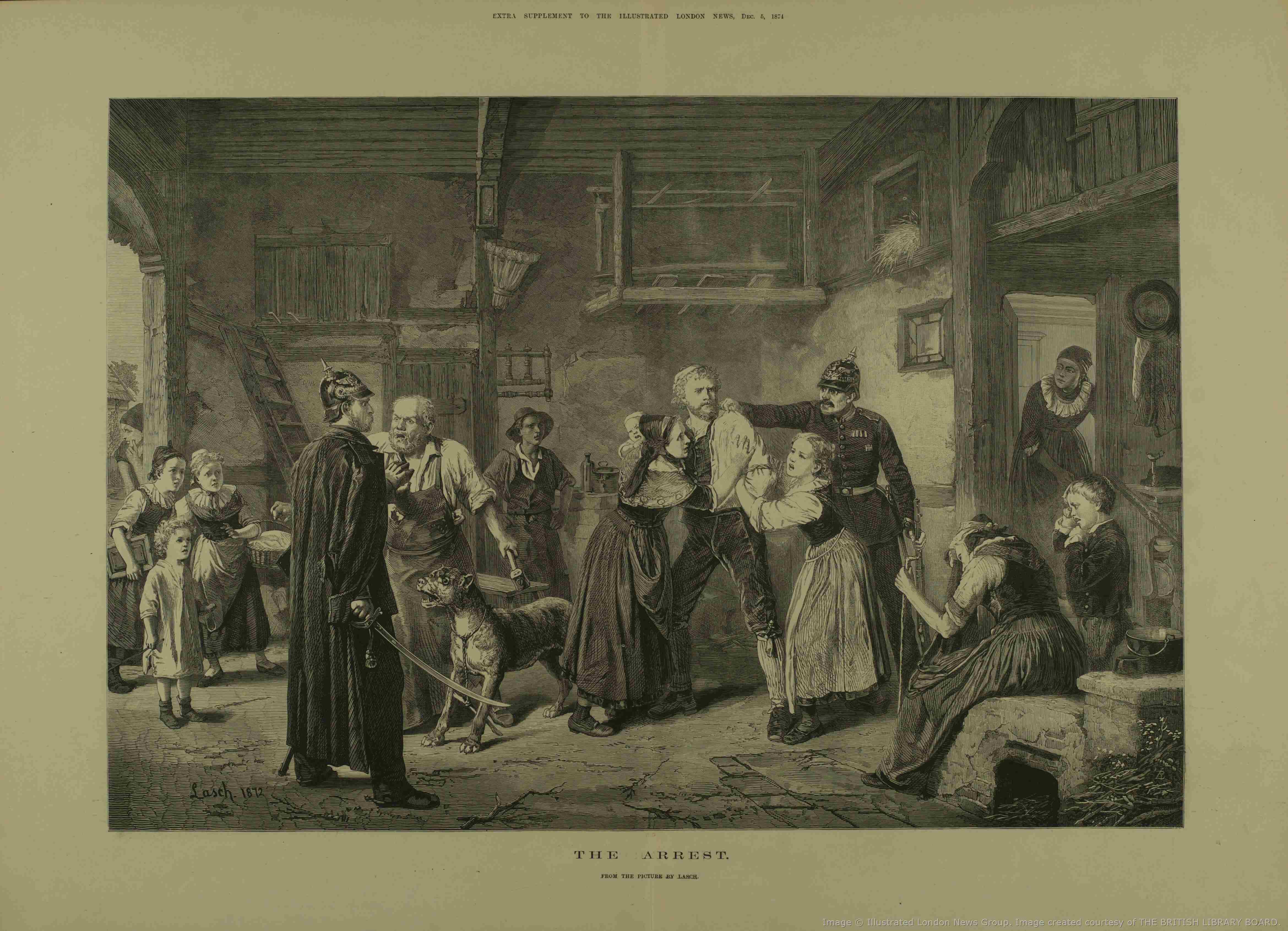
Après la capitulation de Metz, les autorités prussiennes exigent que les francs-tireurs se trouvant dans leurs familles se rendent sous trois jours sous peine de représailles.

### Une tentative républicaine de redressement

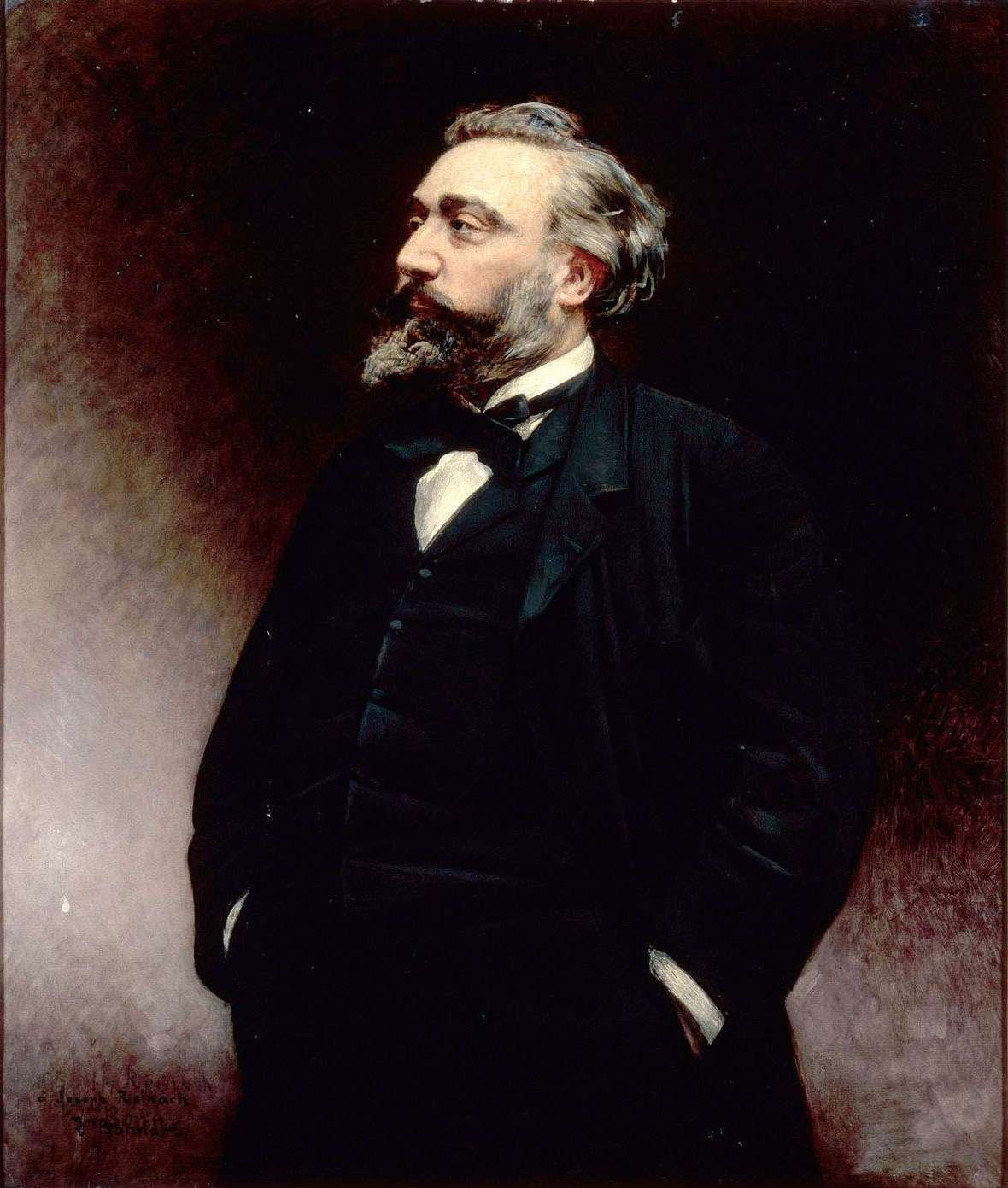
Léon Gambetta par Léon Bonnat.

Gambetta organise la résistance. Il quitte Paris assiégée en ballon le 7 octobre et rejoint à Tours l'antenne gouvernementale qui s'y était installée avant le blocus de Paris. Il reconstitue trois armées (Nord, Loire et Est).

#### Sur la Loire
C'est à ce moment (27 octobre) que Bazaine capitule à Metz libérant la IIe armée allemande qui se porte au-devant de la première armée de la Loire du général d'Aurelle de Paladines. Celui-ci est d'abord vainqueur des Bavarois à Coulmiers, à l'ouest d'Orléans, le 9 novembre  mais il est ensuite battu le 2 décembre à Loigny et le 8 décembre près d'Orléans. L'armée allemande attaque alors la deuxième armée de la Loire, confiée au général Chanzy, qui est battue le 11 janvier au Mans. L'armée de la Loire se replie alors derrière la Mayenne.

#### Nord
En janvier, au nord, le général Faidherbe, après les batailles de l'Hallue, Bapaume et Saint-Quentin, bat en retraite à l'abri des places fortes de Cambrai et Lille, sans être vraiment inquiété par von Goeben. Cependant l'action de Faidherbe permettra au Nord-Pas-de-Calais de ne pas être envahi.

#### Est
À l’est, Bourbaki, après une victoire à Villersexel, échoue dans sa tentative de libérer Belfort assiégée : son offensive est stoppée à Héricourt et Montbéliard. Il est remplacé le 26 janvier, à la suite d'une tentative de suicide, par le commandant du 20e corps, le général Clinchant, qui, encerclé par les Allemands, n’a d’autres ressources que de négocier avec le général suisse Hans Herzog et l’armée se réfugie en Suisse le 1er février 1871 ce qui provoque ainsi la disparition de l’armée de l’Est. Cependant, de durs combats ont lieu au défilé de la Cluse (au sud de Pontarlier) où des troupes se font massacrer courageusement pour sauver l’armée. D’autres généraux dont Crémer et Pallu de la Barrière ainsi que le Contre-amiral Penhoat réussissent à passer le Jura enneigé avec plusieurs milliers d’hommes et à rejoindre Lyon par Gex. Les forts de Joux et du Larmont ne se rendent que le 10 février après avoir occasionné de lourdes pertes aux Allemands.

### L'armistice
Le manque de vivres, le bombardement quotidien et la succession des échecs militaires provoquent une agitation croissante de la population parisienne qui fait craindre au gouvernement provisoire une prochaine révolte. Celui-ci décide donc de cesser au plus vite les hostilités et signe le 28 janvier 1871 un armistice qui ne concerne pas les opérations dans l'Est, dans l'attente de l'arrêt des négociations sur le futur tracé des frontières. L'armistice général intervient le 15 février. L'ordre est alors donné à la place de Belfort de se rendre, ce qu'elle peut faire le 18 février avec les honneurs.

## Liste des batailles (non exhaustive)
- Bataille de Wissembourg (4 août)
- Bataille de Frœschwiller-Wœrth, également appelée bataille de Reichshoffen (6 août)
- Bataille de Spicheren (6 août)
- Bataille de Borny (14 août)

- Siège de Toul (14 août-23 septembre 1870)
- Bataille de Mars-la-Tour (16 août)

- Bataille de Saint-Privat ou Bataille de Gravelotte pour les Allemands (18 août)
- Bataille de Bazeilles (31 août-1er septembre 1870
- Bataille de Nompatelize (2 septembre 1870)
- Bataille de Sedan (1er au 3 septembre)
- Siège de Strasbourg (23 août-28 septembre 1870)
- Bataille de Châteaudun (18 octobre 1870)
- Siège de Metz (20 août-28 octobre 1870)
- Première Bataille de Dijon (30 octobre 1870)
- Bataille d'Orléans, première période (11 octobre - 5 novembre 1870)
- Bataille de Coulmiers (9 novembre 1870)
- Bataille d'Amiens (1870) (27 novembre 1870)
- Bataille de Beaune-la-Rolande (28 novembre 1870)
- Bataille de Loigny (2 décembre 1870)
- Bataille d'Orléans, seconde période (2-4 décembre 1870)
- Deuxième Bataille de Dijon (18 décembre 1870)
- Bataille de l'Hallue ou Bataille de Pont-Noyelles (23-24 décembre 1870)
- Bataille de Bapaume (1871) (3 janvier 1871)
- Siège de Péronne (1871) (27 décembre-10 janvier 1871)
- Bataille de Villersexel (8-9 janvier 1871)
- Bataille du Mans (11-12 janvier 1871)
- Troisième Bataille de Dijon (14 janvier 1871)
- Bataille de la Lizaine ou Bataille d'Héricourt (14-18 janvier 1871)
- Bataille de Saint-Quentin (1871) (19 janvier 1871)
- Siège de Paris et chronologie du siège
- Siège de Belfort (novembre 1870 - février 1871)